# Pruske vrline
Pruske vrline je izraz koji se odnosi na ujednačen kanona nekoliko luteranskih vrlina koje datiraju iz prosvjetiteljstva. Pruske vrline pruski sustav vrijednost utjecali su na aspekte šire njemačke kulture.

## Povijest
Ove vrline proizlaze od kralja Friedricha Wilhelma I. od Pruske i "vojnik-kralja" i štedljivog "građanska" reformatora pruske uprave, kao i njegovog sin, kralja Fridrika II. Otac je vidio sebe kao moralni uzor, dok je sin vidio sebe kao primjer razuma za vjerski, etnički i jezični raznoliku prusku državu.
Pruska "era reformi", od vojnog gubitka zbog Napoleona u bitkama kod Jene i Auerstedta, do kongresa u Beču godine 1815., bila je također utjecajan faktor. Među njima su bile reforma granica zajednica, vojske, škole, sveučilišta i poreza, kao i dodjeljivanje prava glasa Židova.
Prije pruskih vrlina, Pruska je bila zaostalo područje te nije bila i ni vojna ni gospodarska sila u okviru Svetog Rimskog Carstva njemačkog naroda, velikim dijelom zbog teškog razaranja i ljudskih žrtava tijekom Tridesetogodišnjeg rata. Uvođenje takvih vrlina su slijedili uvođenje suvremenog pravnog poretka, uprave, časničkog zbora,  lojalnosti kruni i domoljublja, što je utjecalo na razvoj Pruske od prosječne barokne države velikog elektora do moderne velike sile.

## Primjeri pruskih vrlina
- iskrenost
- poniznost
- radinost
- poslušnost
- otvorenost
- osjećaj za pravdu (Jedem das Seine ili Suum cuique)
- pobožnost, u kombinaciji s vjerskom snošljivošću
- izdržljivost protiv sebe, čak i više nego protiv drugih
- hrabrost
- osjećaj za red
- osjećaj dužnosti (Pflichtbewusstsein)
- ispravnost
- strogost
- Hrabrost bez cviljenja ("Lerne Leiden ohne zu klagenfurtu", "Saznajte kako pate bez oplakivanje")
- lojalnost
- nepodmitljivost
- podređenost
- skromnost ("Mehr Sein als scheinen!", "Biti više nego što se čini")
- pouzdanost
- točnost

## Kritike
Pruske vrline je kritizirali i buržoazija srednje klase, na primjer, zbog svoje udaljenosti od prirodnih znanosti, umjetnosti i državnog gospodarstva, militarizma, i oporbe u demokraciju. Radnički pokreti su se protivili pruskim vrlinama, posebno one poštovanju, ili osjećaju zakona i reda te  "slijepoj" poslušnosti. U prosvjedima 1968., pruske vrline su gledane sa sumnjom, s obzirom na prethodnu odanost i poslušnost   nacističkoj vladi. 
Američki novinar i povjesničar Richard Rhodes cijeni pruske vrline,posebno tegobe ili snaga u kontekstu Heinricha Himmlera i nacističke Njemačke, kao opravdanje za stotine tisuća Nijemaca da istrijebe manjinske skupina.

U današnjoj Njemačkoj, pruske vrline ponekad i primaju i mješovite kritike. Godine 1982., u jeku polemike oko NATO dvokolosiječnog rješenje, u odgovoru na poziv SPD-ovog njemačkog kancelara Helmuta Schmidta za povratak takvih vrlina, Saarbrückenov SPD-ov gradonačelnik Oskar Lafontaine je komentirao da je riječ "savršeno pogodna za vođenje sabirnog logora ". Godine 2006, predsjednik Vlade Brandenburga Matthiasa Platzeck pozvao na povratak pruskim  "dobrim i osnovnim vrlinama, kao što su poštenje, pouzdanost i marljivost. “